# Radio Expres Elche
Radio Expres es el nombre por la cual Radio Marca llega a la zona sur de la Provincia de Alicante, en el 101.4 de la FM, su programación se basa en lo que ocurre en Elche y alrededores, aunque hace conexiones con la emisión nacional de Radio Marca, puede presumir de ser una las emisoras insignia de Elche gracias a su variada programación. Cabe destacar que de 1987 a 1992 estaba asociada a Antena 3 Radio y de 1992 a 2011 lo estuvo con la COPE.

## Programación
| Presentada el 31 de octubre de 2011 |                                                                                                 |                                                                                                 |                                                                                                 |                                                                                                 |                                                                                                 |                                                                 |                                                               |                                 |                                 |                                 |                                 |
| Horas                               | Lunes                                                                                           | Martes                                                                                          | Miércoles                                                                                       | Jueves                                                                                          | Viernes                                                                                         | Sábados                                                         | Domingos                                                      |                                 |                                 |                                 |                                 |
| 07:00                               | Directo Marca Paco García Caridad                                                               | Directo Marca Paco García Caridad                                                               | Directo Marca Paco García Caridad                                                               | Directo Marca Paco García Caridad                                                               | Directo Marca Paco García Caridad                                                               | El Speaker Pablo Juanarena                                      | El Speaker Pablo Juanarena                                    |                                 |                                 |                                 |                                 |
| 08:00                               | Directo Marca Paco García Caridad                                                               | Directo Marca Paco García Caridad                                                               | Directo Marca Paco García Caridad                                                               | Directo Marca Paco García Caridad                                                               | Directo Marca Paco García Caridad                                                               | Al Límite Fernando Soria                                        | Al Límite Fernando Soria                                      |                                 |                                 |                                 |                                 |
| 09:00                               | Directo Marca Paco García Caridad                                                               | Directo Marca Paco García Caridad                                                               | Directo Marca Paco García Caridad                                                               | Directo Marca Paco García Caridad                                                               | Directo Marca Paco García Caridad                                                               | La Claqueta Pepe Nieves                                         | Marca Motor Pablo Juanarena                                   |                                 |                                 |                                 |                                 |
| 10:00                               | Magazine Local Concepción Alvarez                                                               | Magazine Local Concepción Alvarez                                                               | Magazine Local Concepción Alvarez                                                               | Magazine Local Concepción Alvarez                                                               | Magazine Local Concepción Alvarez                                                               | La Claqueta Pepe Nieves                                         | Marcador Matinal Pablo Juanarena, Óscar Montero y Pablo López |                                 |                                 |                                 |                                 |
| 11:00                               | Magazine Local Concepción Alvarez                                                               | Magazine Local Concepción Alvarez                                                               | Magazine Local Concepción Alvarez                                                               | Magazine Local Concepción Alvarez                                                               | Magazine Local Concepción Alvarez                                                               | Paralelo 20 Marcial Corrales                                    | Marcador Matinal Pablo Juanarena, Óscar Montero y Pablo López |                                 |                                 |                                 |                                 |
| 11:00                               | Magazine Local Concepción Alvarez                                                               | Magazine Local Concepción Alvarez                                                               | Magazine Local Concepción Alvarez                                                               | Magazine Local Concepción Alvarez                                                               | Magazine Local Concepción Alvarez                                                               | Bajo Par Guillermo Salmeron                                     | Marcador Matinal Pablo Juanarena, Óscar Montero y Pablo López |                                 |                                 |                                 |                                 |
| 13:00                               | Elche en Punta Paco Gómez                                                                       | Elche en Punta Paco Gómez                                                                       | Elche en Punta Paco Gómez                                                                       | Elche en Punta Paco Gómez                                                                       | Elche en Punta Paco Gómez                                                                       | Marcador Matinal Pablo López                                    | Marcador Matinal Pablo Juanarena, Óscar Montero y Pablo López |                                 |                                 |                                 |                                 |
| 14:00                               | Elche en Punta Paco Gómez                                                                       | Elche en Punta Paco Gómez                                                                       | Elche en Punta Paco Gómez                                                                       | Elche en Punta Paco Gómez                                                                       | Elche en Punta Paco Gómez                                                                       | Marcador Internacional Àxel Torres, Toni Padilla y Raúl Fuentes | Marcador Matinal Pablo Juanarena, Óscar Montero y Pablo López |                                 |                                 |                                 |                                 |
| 15:00                               | Planeta MI Axel Torres                                                                          | Planeta América Navarro Montoya y Pablo López                                                   | Planeta Basket M.M. Talavera                                                                    | Olímpicos Alberto González                                                                      | Planeta Eurosport Fernando Ruiz                                                                 | Marcador Internacional Àxel Torres, Toni Padilla y Raúl Fuentes | Lo mejor '                                                    |                                 |                                 |                                 |                                 |
| 16:00                               | Intermedio Miguel Ángel Méndez y Alfredo Duro                                                   | Intermedio Miguel Ángel Méndez y Alfredo Duro                                                   | Intermedio Miguel Ángel Méndez y Alfredo Duro                                                   | Intermedio Miguel Ángel Méndez y Alfredo Duro                                                   | Intermedio Miguel Ángel Méndez y Alfredo Duro                                                   | Marcador Internacional Àxel Torres, Toni Padilla y Raúl Fuentes | Marcador Edu García y Antonio Arenas                          |                                 |                                 |                                 |                                 |
| 17:00                               | Intermedio Miguel Ángel Méndez y Alfredo Duro                                                   | Intermedio Miguel Ángel Méndez y Alfredo Duro                                                   | Intermedio Miguel Ángel Méndez y Alfredo Duro                                                   | Intermedio Miguel Ángel Méndez y Alfredo Duro                                                   | Intermedio Miguel Ángel Méndez y Alfredo Duro                                                   | Marcador Internacional Àxel Torres, Toni Padilla y Raúl Fuentes | Marcador Edu García y Antonio Arenas                          |                                 |                                 |                                 |                                 |
| 18:00                               | Intermedio Miguel Ángel Méndez y Alfredo Duro                                                   | Intermedio Miguel Ángel Méndez y Alfredo Duro                                                   | Intermedio Miguel Ángel Méndez y Alfredo Duro                                                   | Intermedio Miguel Ángel Méndez y Alfredo Duro                                                   | Intermedio Miguel Ángel Méndez y Alfredo Duro                                                   | Marcador Edu García y Antonio Arenas                            | Marcador Edu García y Antonio Arenas                          |                                 |                                 |                                 |                                 |
| 19:00                               | Intermedio Resumen (L → V) (19:00 - 19:15) El Remate Local (L → V) (19:15 - 20:00) Eloy Licerán | Intermedio Resumen (L → V) (19:00 - 19:15) El Remate Local (L → V) (19:15 - 20:00) Eloy Licerán | Intermedio Resumen (L → V) (19:00 - 19:15) El Remate Local (L → V) (19:15 - 20:00) Eloy Licerán | Intermedio Resumen (L → V) (19:00 - 19:15) El Remate Local (L → V) (19:15 - 20:00) Eloy Licerán | Intermedio Resumen (L → V) (19:00 - 19:15) El Remate Local (L → V) (19:15 - 20:00) Eloy Licerán | Marcador Edu García y Antonio Arenas                            | Marcador Edu García y Antonio Arenas                          |                                 |                                 |                                 |                                 |
| 20:00                               | Marcador Edu García, Antonio Arenas, Raúl Varela, Yanela Clavo, Pepe Carpintero y Pablo López   | Marcador Edu García, Antonio Arenas, Raúl Varela, Yanela Clavo, Pepe Carpintero y Pablo López   | Marcador Edu García, Antonio Arenas, Raúl Varela, Yanela Clavo, Pepe Carpintero y Pablo López   | Marcador Edu García, Antonio Arenas, Raúl Varela, Yanela Clavo, Pepe Carpintero y Pablo López   | Marcador Edu García, Antonio Arenas, Raúl Varela, Yanela Clavo, Pepe Carpintero y Pablo López   | Marcador Edu García y Antonio Arenas                            | Marcador Edu García y Antonio Arenas                          |                                 |                                 |                                 |                                 |
| 21:00                               | Marcador Edu García, Antonio Arenas, Raúl Varela, Yanela Clavo, Pepe Carpintero y Pablo López   | Marcador Edu García, Antonio Arenas, Raúl Varela, Yanela Clavo, Pepe Carpintero y Pablo López   | Marcador Edu García, Antonio Arenas, Raúl Varela, Yanela Clavo, Pepe Carpintero y Pablo López   | Marcador Edu García, Antonio Arenas, Raúl Varela, Yanela Clavo, Pepe Carpintero y Pablo López   | Marcador Edu García, Antonio Arenas, Raúl Varela, Yanela Clavo, Pepe Carpintero y Pablo López   | Marcador Edu García y Antonio Arenas                            | Marcador Edu García y Antonio Arenas                          |                                 |                                 |                                 |                                 |
| 22:00                               | Marcador Edu García, Antonio Arenas, Raúl Varela, Yanela Clavo, Pepe Carpintero y Pablo López   | Marcador Edu García, Antonio Arenas, Raúl Varela, Yanela Clavo, Pepe Carpintero y Pablo López   | Marcador Edu García, Antonio Arenas, Raúl Varela, Yanela Clavo, Pepe Carpintero y Pablo López   | Marcador Edu García, Antonio Arenas, Raúl Varela, Yanela Clavo, Pepe Carpintero y Pablo López   | Marcador Edu García, Antonio Arenas, Raúl Varela, Yanela Clavo, Pepe Carpintero y Pablo López   | Marcador Edu García y Antonio Arenas                            | Marcador Edu García y Antonio Arenas                          |                                 |                                 |                                 |                                 |
| 23:00                               | El Tiki Taka</ref> Antonio Bazán Fernando Bazán                                                 | El Tiki Taka</ref> Antonio Bazán Fernando Bazán                                                 | El Tiki Taka</ref> Antonio Bazán Fernando Bazán                                                 | El Tiki Taka</ref> Antonio Bazán Fernando Bazán                                                 | El Tiki Taka</ref> Antonio Bazán Fernando Bazán                                                 | Marcador Edu García y Antonio Arenas                            | Marcador Edu García y Antonio Arenas                          |                                 |                                 |                                 |                                 |
| 00:00                               | Al Primer Toque Ángel Rodríguez                                                                 | Al Primer Toque Ángel Rodríguez                                                                 | Al Primer Toque Ángel Rodríguez                                                                 | Al Primer Toque Ángel Rodríguez                                                                 | Al Primer Toque Ángel Rodríguez                                                                 | Marcador Edu García y Antonio Arenas                            | Al Primer Toque Ángel Rodríguez                               | Al Primer Toque Ángel Rodríguez | Al Primer Toque Ángel Rodríguez | Al Primer Toque Ángel Rodríguez | Al Primer Toque Ángel Rodríguez |
| 01:00                               | Al Primer Toque Ángel Rodríguez                                                                 | Al Primer Toque Ángel Rodríguez                                                                 | Al Primer Toque Ángel Rodríguez                                                                 | Al Primer Toque Ángel Rodríguez                                                                 | Al Primer Toque Ángel Rodríguez                                                                 | El Boxeo Tiene Música Emilio Marquiegui                         | Al Primer Toque Ángel Rodríguez                               | Al Primer Toque Ángel Rodríguez | Al Primer Toque Ángel Rodríguez | Al Primer Toque Ángel Rodríguez | Al Primer Toque Ángel Rodríguez |
| 02:00                               | El Speaker Pablo Juanarena                                                                      | El Speaker Pablo Juanarena                                                                      | El Speaker Pablo Juanarena                                                                      | El Speaker Pablo Juanarena                                                                      | El Speaker Pablo Juanarena                                                                      | Redifusión                                                      | Redifusión                                                    |                                 |                                 |                                 |                                 |
| 03:00                               | Redifusión                                                                                      | Redifusión                                                                                      | Redifusión                                                                                      | Redifusión                                                                                      | Redifusión                                                                                      | Redifusión                                                      | Redifusión                                                    |                                 |                                 |                                 |                                 |
| 04:00                               | Redifusión                                                                                      | Redifusión                                                                                      | Redifusión                                                                                      | Redifusión                                                                                      | Redifusión                                                                                      | Redifusión                                                      | Redifusión                                                    |                                 |                                 |                                 |                                 |
| 05:00                               | Redifusión                                                                                      | Redifusión                                                                                      | Redifusión                                                                                      | Redifusión                                                                                      | Redifusión                                                                                      | El Speaker Pablo Juanarena                                      | Ajuste musical                                                |                                 |                                 |                                 |                                 |
| 06:00                               | Redifusión                                                                                      | Redifusión                                                                                      | Redifusión                                                                                      | Redifusión                                                                                      | Redifusión                                                                                      | El Speaker Pablo Juanarena                                      | Redifusión                                                    |                                 |                                 |                                 |                                 |